# Mergui
Mergui ou Myeik (birman : မြိတ် MLCTS=mrit) est une ville de la Région de Tanintharyi, dans le sud de la Birmanie (Myanmar). Elle se trouve sur la côte de la mer d'Andaman, face aux îles Mergui. C'est une région de contrebande avec la Thaïlande.
Elle compte 173 317 habitants.

## Histoire
Mergui, appartenant au Royaume d'Ayutthaya, hébergea une garnison française jusqu'en 1689, à la suite de l'ambassade envoyée au Siam par Louis XIV en 1685.
C'était déjà un port important au XVIIIe siècle, particulièrement pour les Européens, qui y débarquaient pour commercer avec Ayutthaya à travers les montagnes du Tenasserim. Elle resta sous contrôle du Siam jusqu'en 1793, lorsqu'elle fut attribuée à la Birmanie sous le roi Bodawpaya. Après la première guerre anglo-birmane, elle passa, comme toute la région, sous le contrôle des Britanniques (Traité de Yandabo, 1826).
Des missionnaires européens, notamment des Missions étrangères de Paris, y entretinrent très tôt des missions qui survécurent à toutes les vicissitudes historiques.

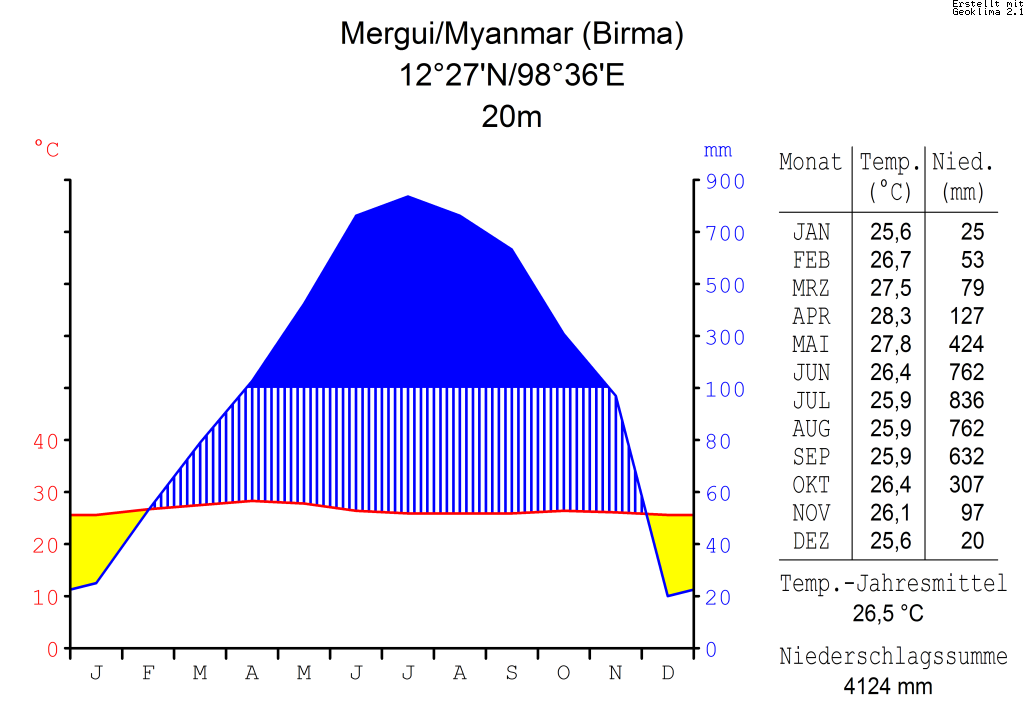
Diagramme climatique de Mergui

## Économie
La population pratique la pêche, l'hévéaculture et celle des noix de coco, fabrique de la pâte de crevette et récolte les nids d'hirondelles. Au large, les 800 îles Mergui ne sont ouvertes au tourisme que depuis 1997, surtout pour les croisières et la plongée (les infrastructures à terre sont pauvres). Elles sont très préservées.
Les habitants de la région sont d'ethnie Moken (Selung) et font partie des « nomades de la mer ».
La ville possède une université.